# نقد البروتستانتية
يغطي نقد البروتستانتية الانتقادات والأسئلة المثارة حول البروتستانتية، والتقليد المسيحي الذي نشأ عن الإصلاح البروتستانتي. بينما يشيد النُّقاد بالإيمان المتمحور حول المسيح وحول الكتاب المقدس، تواجه البروتستانتية الانتقاد بشكل رئيس من الكنيسة الكاثوليكية، وبعض الكنائس الأرثوذكسية، على الرغم من أنّ الطوائف البروتستانتية شاركت أيضًا في النقد الذاتي، وانتقدت بعضها.
يؤكد النقد الكاثوليكي للكتاب المقدس أنّ مبدأ سولا سكريبتورا في الكنائس اللوثرية والكالفينية غير دقيق بحسب المذهب الكاثوليكي. بينما يتفق التقليد الكاثوليكي مع البروتستانتية أن الإيمان هو الضروري للتبرير «الأولي» لا الأعمال، لكن بعض العلماء البروتستانت المعاصرين مثل نيكولاس رايت يؤكدون على أن كلًا من الأعمال والإيمان ضروري للتبرير. يتحدى النّقاد الكاثوليك أيضًا تاريخية الارتداد العظيم، الذي يُعَد أساس الاصطلاح البروتستانتي.